# پهن‌نوک سرخاکستری
پهن‌نوک سرخاکستری (نام علمی: Smithornis sharpei) نام یک گونه از سرده پهن‌نوک‌های آفریقایی است.